# Nieuwe Mensen (Russische politieke partij)
Nieuwe Mensen (Russisch: Новые люди, Novyye lyudi) is een centrumgerichte politieke partij in Rusland. De partij heeft een liberaal en is daarnaast communitarisch en regionalistisch georiënteerd.

## Geschiedenis
Nieuwe Mensen (NL) werd op 1 maart 2020 opgericht door de zakenman Aleksej Netsjajev, eigenaar van het cosmeticaconcern Faberlic. De partij is aangesloten bij het Al-Russisch Volksfront dat wordt gedomineerd door de staatspartij Verenigd Rusland van president Vladimir Poetin. Bij de verkiezingen van 13 september 2021 voor de Staatsdoema won de partij vanuit het niets 13 zetels. De partij steunt de regering, maar stemde in februari 2022 wel tegen de erkenning van de volksrepublieken Loegansk en Donetsk.

## Ideologie
Nieuwe Mensen is voorstander van een vrije markteconomie (economisch liberalisme) en communitarisme. Midden- en kleinbedrijf worden gezien als de belangrijkste aanjagers van de economie. De partij stimuleert sociaal ondernemerschap  en ziet dus een belangrijke sociale taal weggelegd voor ondernemers. Bepaalde diensten die tot nog toe door de overheid worden verschaft zouden door de bedrijven moeten worden verstrekt. Dit wordt gezien als efficiënter en om die reden kan er worden gestreefd naar een kleinere overheid. Onvaderlandslievende bedrijven en bedrijven die schadelijke producten produceren moeten echter worden verboden. Grote bedrijven moeten nederzettingen voor hun personeel stichten zodat ze dicht bij hun werk kunnen wonen.
De aanhangers van de partij bestaat voornamelijk uit inwoners van steden en idealistische ondernemers. 